# Hřensko
Hřensko är en ort i Tjeckien.   Den ligger i distriktet Okres Děčín och regionen Ústí nad Labem, i den norra delen av landet, 90 km norr om huvudstaden Prag. Hřensko ligger 141 meter över havet och antalet invånare är 267.
Terrängen runt Hřensko är huvudsakligen lite kuperad. Hřensko ligger nere i en dal. Runt Hřensko är det ganska glesbefolkat, med 27 invånare per kvadratkilometer. Närmaste större samhälle är Děčín, 10,4 km söder om Hřensko. I omgivningarna runt Hřensko växer i huvudsak blandskog.